# Giunta militare brasiliana del 1930
Una giunta militare governò la Seconda Repubblica brasiliana dal 24 ottobre 1930, data del colpo di Stato militare che portò alla destituzione del presidente Washington Luís, al 3 novembre 1930, data del giuramento di Getúlio Vargas come presidente della repubblica. La giunta è conosciuta in Brasile anche come Junta Governativa Provisória de 1930, Primeira Junta Militar o Junta Pacificadora.
La giunta era formata da un triumvirato di militari:
- Augusto Tasso Fragoso, capo della giunta
- José Isaías de Noronha
- João de Deus Mena Barreto

La giunta, oltre a destituire il presidente Washington Luís, impedì anche l'insediamento di Júlio Prestes che era risultato il vincitore delle elezioni presidenziali del 1930.